# Замошье (Белозерский район)
Замошье — деревня в Белозерском районе Вологодской области.
Входит в состав Визьменского сельского поселения, с точки зрения административно-территориального деления — в Визьменский сельсовет.
Расстояние по автодороге до районного центра Белозерска составляет 74 км, до центра муниципального образования деревни Климшин Бор — 12 км. Ближайшие населённые пункты — Илево, Николаево, Сафроново.
Население по данным переписи 2002 года — 39 человек (17 мужчин, 22 женщины). Всё население — русские.